# Скальська сільська рада
| Скальська сільська рада — колишній орган місцевого самоврядування у Оратівському районі Вінницької області з адміністративним центром у с. Скала. Сільській раді були підпорядковані населені пункти: - с. Скала |

## Склад ради
Рада складалась з 14 депутатів та голови.

## Керівний склад сільської ради
| ПІБ                       | Основні відомості                                                               | Дата обрання | Дата звільнення |
| ------------------------- | ------------------------------------------------------------------------------- | ------------ | --------------- |
| Вихиль Михайло Михайлович | Сільський голова, 1949 року народження, освіта, безпартійний                    | 26.03.2006   | 31.10.2010      |
| Гуменюк Олена Павлівна    | Сільський голова, 1977 року народження, освіта середня спеціальна, позапартійна | 31.10.2010   |                 |

Примітка: таблиця складена за даними джерела